# Caroline Prukner
Caroline Prukner (Viena, 1832 - Viena, 1908) fou una cantant que cantà amb èxit en els teatres de Hannover i Mannheim de 1850 a 1854, però va perdre la veu molt aviat i s'establí en la seva ciutat natal com a professora de cant. Publicà Theorie und Praxis der Gesangshunst (1872) i Ueber Ton und Wortbildung (1904).